# Genesis (Installation)
Genesis, auch Genesis – Sieben Tage des Herrn, ist eine Installation des Künstlers Markus Lüpertz an den sieben unterirdischen Haltestellen des Karlsruher Straßenbahnnetzes. Die Installation besteht aus 14 großformatigen Keramikreliefs und wurde am 27. April 2023 enthüllt.

## Hintergrund
Im Zentrum von Karlsruhe wurden ab 2010 Straßenbahngleise für die U-Straßenbahn in den Untergrund verlegt, wodurch sieben unterirdische Haltestellen entstanden. Im Dezember 2021 wurde die U-Straßenbahn in Betrieb genommen. In den unterirdischen Haltestellen wurden nach einer Idee des Initiators Anton Goll die Keramikreliefs von Lüpertz angebracht. Die Kosten wurden laut Stuttgarter Zeitung zunächst auf etwa eine Million Euro geschätzt. Im Lauf des Projekts wurde die Schätzung auf 500.000 bis zu einer Million Euro nach unten korrigiert; unter anderem durch einen deutlichen Honorarverzicht des Künstlers. Goll gelang es, die verbleibenden Kosten als Sponsorengelder größtenteils aus der Karlsruher Wirtschaft einzusammeln.

## Politische Entscheidungsfindung
Der erste Vorschlag war so groß dimensioniert, dass er eine Veränderung des bereits feststehenden Gestaltungs- und Lichtkonzepts bedeutet hätte. Deshalb wurde für den zweiten Vorschlag die Größe des Werks auf Werbetafeln beschränkt, die im Gestaltungs- und Lichtkonzept vorgesehen waren. Da Werbeflächen wechselnd gestaltet werden, können sie auch für Kunst genutzt werden.
Karlsruhes Oberbürgermeister Frank Mentrup (SPD) und die städtische Gesellschaft Kasig, die den Tunnel für die neue Bahn baut, signalisierten ihre Zustimmung zu dem Projekt. Anfang August 2017 stimmte der Gemeinderat von Karlsruhe nach ausführlicher Diskussion mit 28 Ja- zu 17 Nein-Stimmen, dem Projekt zu. Die Stadt stellte jedoch die Bedingung, dass die Installationen temporär angelegt sind. Nach sechs Jahren will der Gemeinderat entscheiden, ob sie am Ort verbleiben. Die Finanzierung für Genesis musste vollständig von privaten Geldgebern getragen werden.

## Installation

### Produktion
Die 14 Keramikreliefs sind zwei mal vier Meter groß. Jedes Relief besteht aus 10 einzelnen Keramikplatten. Zunächst war geplant die Platten in der Staatlichen Majolika Manufaktur in  Karlsruhe zu produzieren. Die Majolika Manufaktur gab jedoch den Auftrag nach der Fertigstellung des ersten Bildes („Die wütende Woge“) mit zurück und schrieb sie sei: „nach den gemachten Erfahrungen und den gewonnenen Erkenntnissen während der Herstellung des ersten Bildes  durch den Künstler kapazitätstechnisch, organisatorisch und in dem angedachten Preisrahmen nicht in der Lage, den Gesamtauftrag abwickeln zu können.“ Daher wurden die restlichen 13 Reliefs von der Zeller Keramik produziert.

### Die vierzehn Tafeln
Markus Lüpertz assoziierte die sieben Haltestellen mit den sieben Tagen der Schöpfung im Buch Genesis und die Fahrt der Straßenbahn durch den Untergrund mit Dantes Inferno. Weitere Inspirationsquellen waren der mesopotamische Gilgamesch-Schöpfungsmythos und die griechische Lehre von den Vier-Elementen.
Der Künstler gestaltete 14 Keramikreliefs für die sieben Haltestellen, so dass an jeder Haltestelle zwei Tafeln hängen.
| Nummerierung | Titel                                   | Bezug                                         | Untertitel                                                                    | Installationsort (Haltestelle / Bahnsteig)    |
| ------------ | --------------------------------------- | --------------------------------------------- | ----------------------------------------------------------------------------- | --------------------------------------------- |
| 1            | Die Gussform des Schmiedes (Das Feuer)  | Vier-Elemente-Lehre                           | Der Ring des Salamanders als Feuerball gebiert das Licht.                     | Durlacher Tor KIT-Campus Süd / Gleis 1 (Nord) |
| 2            | Die dreizehn Winde (Die Luft)           | Vier-Elemente-Lehre                           | Die Luft – verliebt in den Rad schlagenden Pfau.                              | Durlacher Tor KIT-Campus Süd / Gleis 2 (Süd)  |
| 3            | Schakkan                                | Gilgamesch-Epos und Dantes Inferno            | Salome verzückt den Hades.                                                    | Kronenplatz / Gleis 1 (Nord)                  |
| 4            | Die wütende Woge                        | Griechische Mythologie und Dantes Inferno     | Charon rudert und Dante staunt.                                               | Kronenplatz / Gleis 2 (Süd)                   |
| 5            | Der Aufgang der Sonne                   | Griechische Mythologie und Dantes Inferno     | Dante vor dem Badesee der Toten.                                              | Marktplatz (Pyramide) / Gleis 3 (West)        |
| 6            | Die Locken einer Frau                   | Biblisch, Ostergeschichte und Altes Testament | Christus und David trotzen dem Tode.                                          | Marktplatz (Pyramide) / Gleis 3 (West)        |
| 7            | Die Mauer von Uruk                      | Mesopotamisch                                 | Vor der Mauer – die Gaben des Königs.                                         | Ettlinger Tor Staatstheater / Gleis 3 (West)  |
| 8            | Belet-Ili                               | Gilgamesch-Epos                               | Der gedeckte Tisch freut den Krieger.                                         | Ettlinger Tor Staatstheater / Gleis 4 (Ost)   |
| 9            | Aruru oder die Steppe                   | Gilgamesch-Epos, Schwarzwald                  | Einer zu viel auf dem goldenen Lamm.                                          | Kongresszentrum / Gleis 3 (West)              |
| 10           | Die Brustwehr                           | Griechische Mythologie, Schloss Ortenberg     | Schweben oder gehalten – das Schicksal des Talos.                             | Kongresszentrum / Gleis 4 (Ost)               |
| 11           | Von schönster Gestalt                   | Griechische Mythologie                        | Dante fährt umsteigefrei zur Hölle aber Waldstädter nicht einmal zum Bahnhof. | Marktplatz (Kaiserstraße) / Gleis 1 (Nord)    |
| 12           | Die Königswürde                         | Dantes Inferno                                | Schnecken sind langsamer als das Feuer.                                       | Marktplatz (Kaiserstraße) / Gleis 2 (Süd)     |
| 13           | Die Lehmhalde des Töpfers (Die Erde)    | Vier-Elemente-Lehre                           | Die Erde bestaunt den Urknall.                                                | Europaplatz / Gleis 1 (Nord)                  |
| 14           | Die Wasser des Überflusses (Das Wasser) | Vier-Elemente-Lehre                           | Das Wasser schenkt den Fischen den Lebensraum.                                | Europaplatz / Gleis 2 (Süd)                   |

## Wirkung

### Rezeption
Die Installation ruft bei der Bevölkerung großes Interesse hervor. Im ersten halben Jahr nach Enthüllung der Installation wurden ungefähr im zweiwöchentlichen Rhythmus Führungen angeboten, die so weit im Voraus ausgebucht waren, dass zusätzliche Termine angeboten werden mussten. 2024 hielt das Interesse an den Führungen an.
Anton Goll erkannte in der Installation ein Plädoyer für die Bewahrung der Schöpfung. Damit seien auch ganz junge Menschen Adressaten der Arbeit.
Oberbürgermeister Mentrup äußerte, dass Karlsruhe sich eigentlich nur beschenkt fühlen könne. Beim Festakt in der Stadtkirche spannt Thomas Schalla (evangelisch) den Bogen bis hin zu Demokratie und Rechtsstaatlichkeit und Hubert Streckert (katholisch) erklärt: „Genesis ist Kunst geworden in Karlsruhe.“
Peter Weibel, ehemaliger Leiter des ZKM in Karlsruhe und ein Gegner des Werkes, solange er keine Werkkenntnis hatte, nannte kurz vor der Fertigstellung des Projektes und seinem eigenen Tod das Werk sehr beeindruckend.

„In seiner Fabulierlust bleibt Lüpertz kraftvoll und verführerisch, seine Assoziationen reichen weit in die Mythologie hinein, allegorisch und humorvoll beschreibt er die Reise des Menschen vom Dunkel ins Licht. Mit der Überführung seiner heroischen Kunst voller Metaphern und Anspielungen in den Alltag der Menschen, nutzt Lüpertz kongenial die besonderen Gegebenheiten eines U-Bahn Tunnels und betritt damit künstlerisches Neuland. Himmel und Hölle werden durch die Hand des Künstlers besungen und gefeiert- dieser Geniestreich überzeugt mit bildhauerischer Meisterschaft und Schöpfungskraft.“

Der Tagesspiegel aus Berlin spricht von unterirdischen Kunst-Kathedralen und monumentalen U-Bahn-Werken. Das online ArtDependence Magazine zitiert die Ansicht, religiöse Kunst würde nicht zu dem IT-Image der Stadt Karlsruhe passen, vertritt aber selber die Meinung die Installation sei eine spannende Bereicherung für die Kulturlandschaft der Stadt und eine Erinnerung daran, wie wichtig es ist, die Umwelt für künftige Generationen zu erhalten.
Die Reliefs werden inzwischen auch im Schulunterricht besprochen.

### Festival „7 Tage sind nicht genug“
Als Reaktion auf die Entscheidung der Stadt, Lüpertz’ religiöse Kunst im öffentlichen Raum zu installieren, rief die Karlsruher Regionalgruppe der Giordano-Bruno-Stiftung unter dem Titel „7 Tage sind nicht genug“ ein „interdisziplinäres Festival an den Grenzen von Wissenschaft, Philosophie und Kunst“ ins Leben. In Kooperation mit bekannten Karlsruher Einrichtungen wie dem Zentrum für Kunst und Medien fand unter dieser Überschrift im Zeitraum von März bis September 2018 eine inhaltlich zusammenhängende Reihe verschiedener Veranstaltungen statt, darunter Vorträge, Ausstellungen, Wettbewerbe und Weiterbildungen.

### Kritik im Vorfeld
Das private und ausschließlich über Spenden finanzierte Projekt war in der Karlsruher Kunstszene umstritten. Es wurde kritisiert, dass es weder eine Ausschreibung noch einen Wettbewerb gab.
Die biblische Thematik wurde kritisiert, wobei die Gegner im Vorfeld von einer engeren Anlehnung an das biblische Buch Genesis ausgingen. Erst nach der Enthüllung wurden die vielfältigen Einflüsse bekannt.
Beim Regensburger „Aschermittwoch der Künstler“ äußerte sich Lüpertz im Februar 2018 über die Reaktionen in Karlsruhe mit den Worten: „Dort empörte sich über die Idee die gesamte Künstlerschaft. Gott möge sie strafen.“